# Soda (Restaurant)
Soda ist die Bezeichnung für kleine Restaurants in Costa Rica, die vom Staat steuerlich gefördert werden und keine Alkohol-Lizenz haben. Dadurch können die Preise auf einem niedrigen Niveau gehalten werden.
In einer Soda werden meist typisch costa-ricanische Speisen wie Gallo Pinto angeboten. Es besteht die Verpflichtung, bestimmte Hauptgerichte (Casados) zu führen, meist sind das Gerichte aus Reis mit Bohnen (Arroz con frijoles) mit gebratenem Rindfleisch, Huhn oder Fisch und mit gebratenen Kochbananen und Salat. Mitunter werden die Speisen in Sodas auch als Buffet angeboten.
Sodas findet man überall in Costa Rica. Sie werden vorwiegend von der einheimischen Bevölkerung, aber auch von Touristen besucht.